# ليلاند كورتيس
ليلاند كورتيس (بالإنجليزية: Leland Curtis)‏ هو مستكشف ورسام أمريكي، ولد في 7 أغسطس 1897، وتوفي في 17 مارس 1989.